# Volley Näfels
Volley Näfels ist ein Sportverein aus der Ortschaft Näfels der Gemeinde Glarus Nord im Schweizer Kanton Glarus. Er gewann zahlreiche Schweizer Meisterschaften, Pokal- und Supercupwettbewerbe im Volleyball.

## Geschichte
Nachdem er 1960 in einem Urlaub an der Côte d’Azur zum ersten Mal Volleyballspieler gesehen hatte, konnte Ernst Fischli in seinem MTV Näfels einige Mitturner für die neue Sportart begeistern. Fünf Jahre später schloss sich der Club dem Schweizer Volleyballverband (SVBV) und begann 1967 mit dem organisierten Spielbetrieb in der zweiten Liga Zürich/Ostschweiz. Eine Spielzeit später gelang der Aufstieg in die erste Liga, die dritthöchste Klasse im Schweizer Volleyball. 1971 nahm zum ersten Mal eine Frauenmannschaft am Ligabetrieb teil. 1973 ging es für das Männerteam in die Nationalliga B und 1977 kämpfte die Mannschaft zum ersten Mal in der NLA um Ballpunkte, Sätze und Spielgewinne.
1981 spalteten sich die Volleyballer vom Hauptverein ab und gründeten den MTV Näfels Volleyball. Erster Präsident wurde Ernst Fischli, weitere Gründungsmitglieder waren Esther und Josef Bleisch, Monika Gossweiler, Urs Kramer, Bruno Müller und Edgar Müller sowie Hugo Zurfluh. Nach dem Abstieg 1983 und dem Wiederaufstieg 1991 in die Beletage des eidgenössischen Volleyballs wurde das Männerteam 1994 Vizemeister und zwei Jahre später zum ersten Mal Supercup- und Pokalsieger. 1998 war es dann soweit: Der nationale Meistertitel ging in die Deutschschweiz nach Näfels und mit dem gleichzeitigen Gewinn des Pokals gelang zum ersten Mal das Double. In der anschließenden Spielzeit wurde die CONCORDIA Kranken- und Unfallversicherung, Luzern Namenssponsor.
In den folgenden Jahren gab es zahlreiche weitere Titel, Vizemeisterschaften und Finalteilnahmen für das Männerteam. 2005 einigte sich der Vorstand mit der AMAG Automobil- und Motoren AG, Schinznach-Bad auf eine Zusammenarbeit, im Zuge dessen wurde der Club in Seat Volley Näfels umbenannt. In der Saison 2012/13 musste der Verein ohne Hauptsponsor auskommen. Für die anschließenden Spielzeiten wurden Verträge mit der Erdgas Obersee AG, Rapperswil-Jona abgeschlossen, auf den Trikots der Vorzeigemannschaft des Vereins stand bis einschließlich Juni 2022 Biogas Volley Näfels. Seit Juli steht kein Hauptgeldgeber mehr zur Verfügung.

## Mannschaften
- Nationalliga A Männer
- 1. Liga Männer
- 3. Liga Männer
- U18 Junioren
- U16 Junioren
- Knaben und Mädchen U13
- 2. Liga Frauen
- 3. Liga / U19 Frauen
- U17 / U15a Juniorinnen
- U15 Juniorinnen 2
- Männerriege
- Mixed Plausch-Gruppe

## Sportliche Erfolge
Volley Näfels gewann bis einschliesslich 2022 neun Mal die Schweizer Meisterschaft, wurde sieben Mal Vizemeister und belegte vier Mal den dritten Rang in der Nationalliga A. Dazu kamen neun Pokalsiege und acht weitere Finalteilnahmen. Ausserdem stand der Club zwölf Mal im Endspiel des Supercups, davon verliess er acht Mal als Gewinner das Spielfeld. In der Saison 2017/18 gelang im Challenge Cup zum ersten Mal in der Vereinsgeschichte der Vorstoss in ein Viertelfinale in einem europäischen Vereinswettbewerb.
- 1995/96 Schweizer Pokalsieger und Supercupsieger
- 1996/97 Schweizer Supercupsieger
- 1997/98 Schweizer Meister und Pokalsieger
- 1998/99 Schweizer Meister und Supercupsieger
- 1999/00 Schweizer Meister, Pokal- und Supercupsieger
- 2000/01 Schweizer Meister und Pokalsieger
- 2002/03 Schweizer Meister und Supercupsieger
- 2003/04 Schweizer Meister, Pokal- und Supercupsieger
- 2004/05 Schweizer Meister, Pokal- und Supercupsieger
- 2006/07 Schweizer Meister, Pokal- und Supercupsieger
- 2010/11 Schweizer Meister
- 2013/14 Schweizer Pokalsieger
- 2015/16 Schweizer Pokalsieger

## Bekannte Spieler
- Nico Beeler
- Frank Depestele
- Iván Contreras
- Víctor Rivera